# (530055) 2010 VW224
(530055) 2010 VW224 est un objet transneptunien en résonance 4:7 avec Neptune et une planète naine potentielle.

## Caractéristiques
(530055) 2010 VW224 mesure probablement environ 300 km de diamètre.